# پراتولا سرا
پراتولا سرا (به ایتالیایی: Pratola Serra) یک کومونه در ایتالیا است که در استان آولینو واقع شده‌است.

## خصوصیات
پراتولا سرا ۸ کیلومترمربع مساحت و ۳٬۷۰۰ نفر جمعیت دارد و ۲۸۰ متر بالاتر از سطح دریا واقع شده‌است.

## خواهرخوانده
شهر آورسا خواهرخواندهٔ پراتولا سرا هست.